# Амиров, Хаджи-Мурад Мустафаевич
Мурад-бей Мизанчи Дагестанлы (имя при рождении — Хаджи-Мурад Амиров) (тур. Mizancı Murat, дарг. ХIяжи-Мурад Амиров; 1854, Урахи, Даргинский округ, Дагестанская область, Российская империя — 15 апреля 1917, Стамбул, Османская империя) — выдающийся османский государственный деятель. Журналист, переводчик, историк и писатель. Доктор политологии и теологии, профессор. Директор Мужского педагогического института Османской Империи.

## Биография
Родился в 1854 году в селении Урахи (ныне Сергокалинский район) Даргинского округа Дагестанской области Российском империи. Его отец — Мустафа-кади являлся участником кавказской войне во время правления в Северо-Кавказском имамате имама Шамиля, был близким «правой руки» Шамиля Хаджи-Мурата. За участие в Кавказской войне Российская Империя сослала Мустафу-кади в белорусский Могилёв, где он провёл 3,5 года.
Под руководством своего дяди Исмаила-кади он получил начальное образование в родном селе Урахи, где он его обучил его и чтению Корана и арабскому языку. В декабре 1864 года начальник Даргинского округа и друг семьи князь Ильи Чавчавадзе помог Мустафу-кади направить его сына учиться в Темир-хан-шуринскую четырёхклассную школу, где у него возник интерес к Османской империи. В 1866 году за хорошую учёбу Хаджи-Мурада Амирова за 1,5 года до завершения учёбы, направили учиться в Ставропольскую мужскую гимназию № 1, где он начал понимать социальные, интеллектуальные и идеологические проблемы общества, окружающий мир. В годы учёбы в Ставрополе он стал близко изучать историю, культуру, этнографию и быт народов Кавказа и Дагестана.
В девятнадцатилетнем возрасте 14 февраля 1873 года Хаджи-Мурад Амиров эмигрировал в Османскую Империю, где он познакомился с везирем Мидхатом-пашой, который поспособствовал его трудоустройству в Министерстве иностранных дел Османской империи, где он служил в канцелярии внешней печати.
На новом рабочем месте Хаджи-Мураду, будучи работником министерства, представилась возможность участвовать в общественно-политической жизни Османской империи, о которой он мечтал ещё в Дагестане. Его первые статей публиковались в газетах «Время» и «Единение», в которых он отразил своём мнение к покиданию престола султана Абдул-Азиза и очень сложной общественно-политической ситуации в Османской Империи.
Далее он стал работать в Высшей школе гражданских чиновников, где он был преподавателем истории, после чего он работал на аналогичной должности в Мужском педагогическом институте, в Министерства образования где был членом ревизионной и инспекторской комиссии, работал директором Мужского педагогического института. Удостоился звания профессора, стал доктор политологии.
Сделал первый перевод комедии Грибоедова «Горе от ума» на турецкий язык.
С 1886 года Хаджи-Мурат начал издавать газету «Мизан», с этого года он получил известность как Мурад-бей Мизандчи. Вскоре газета «Мизан» получила большую популярность в Османской империи, она пользовалась поддержкой султана Абдул-Хамида II. Данная газета сблизила Хаджи-Мурата с высокими государственными деятелями Османской империи, впоследствии чего он стал общественно-политическим деятелем страны.
4 апреля 1891 года Мизанчи был принят на работу в Комиссию по государственным долгам Османской империи. Должностные обязанности позволила ему следить за политикой, которую проводили страны Европы по отношению к его стране. Со второй половине XIX века Османская империя переживала непростой период. Режим султана Абдул-Хамида II не был способен управлять империей, вследствие чего, Мурад-бей на страницах своей газеты «Мизан» отстаивал точку зрения на внешнюю и внутреннюю политику правительства. Его позиция и взгляды, опубликованные в газете, всё чаще начали противоречить официальной политики Османской империи и расходиться с ней, что в 1890 году привело к приостановке издания газеты «Мизан». В середине 1890-х годов Мурад-бей стал проявлять своё внимание к политике Европы. В этот период на западе начинают свою деятельность противостоящие султанскому режиму силы, в частности младотурецкое и другие политические движения.
18 ноября 1895 года он покинул страну и транзитом через Севастополь и Киев перебрался в Вену, а 5 декабря 1895 года — в Париж. Будучи во Франции он активно включился в политическую жизнь Европы. Главной задачей его нахождения в Европе было разъяснение внешней и внутренней политики Османского империи, сплочение разрозненных оппозиционных турецких групп и общин, однако у него это не получилось. Кроме того, Мурад-бей не нашёл поддержки в турецких оппозиционных кругах, особенно среди участников парижского отделения младотурецкого движения «Единение и прогресс». Далее он перебрался в Египет, куда прибыл 16 января 1896 года и начал снова выпускать газету «Мизан».
Живя в Египте и находясь в оппозиции к режиму султана Абдул-Хамида II, Мурад-бей продолжал в резкой форме выступать на страницах газетного издания «Мизан» против режима его правления и политики. Он настаивал на необходимости введения конституционной монархии в стране. В середине июля 1896 года Мизанчи вновь вернулся во Францию. Где он снова включился в деятельность младотурецкого движения, которое на этот раз всё-таки приняло его программу действий. В декабре 1896 года на собрании «Единения и прогресса» Мурад-бей был единогласно выбран его руководителем.
Возглавив младотурецкое движение, Мизанчи стал прилагал большие усилия к объединению двух его крупных общин — женевской и парижской, которые ранее были расколоты. Однако оппозиция в лицеАхмеда Ниязи-бея, который также являлся лидером движения, сделала все, для того чтобы опорочить политику Мурад-бея. Убедившись, что старания Мурада-Бея не были оценены, он решил порвать с младотурками и вернуться в Османскую империю. В турецких печатных изданиях началась кампания выступлений в его адрес, в которых Мурада-Бея обвиняли в предательстве и в переходе на сторону Абдул-Хамида II. Несмотря на это 14 августа 1897 года Мизанчи вернулся в Стамбул. В 1908 году после принятия Второй конституции, объявившая о свободе слова и печати, началась активная деятельность турецкой интеллигенции, в том числе и Мизанчи.
30 июля 1908 года Мизанчи возобновил издание газеты «Мизан». Будучи известным мятежником и революционером, сторонник конституции, он полностью переходит на сторону оппозиции к младотурецкому движению и правительству. В качестве представителя оппозиции Мизанчи несколько раз арестовывали и закрывали газету. После инцидента 31 марта 1909 года Мизанчи стал жертвой правительственной кампании, направленной против него, в ходе которой его обвинили в подготовке к государственному перевороту в Османской империи. 22 июня 1909 года по постановление военного суда, он был признан виновным и в качестве наказания его отправили на пожизненное поселение острова Родос, где он провёл 4 года и по амнистии вышел на волю.
По возвращении из заключения он отошёл от общественной и политической деятельности Османской Империи. В июне 1912 года вместе со своим сыном Омар-Фаруком направился на лечение в Швейцарию и во Францию. Последние годы своей жизни Мизанчи провёл в кругу семьи, среди своих родных и близких. Умер в 1917 году в 63-летнем возрасте. Был погребён на кладбище Кючюксу в Стамбуле.

## Личная жизнь
В 1877 году он женился на дочери Хилми Молла Хасибе ханым.

## Публикации
Мурад-бей — автор следующих трудов:
- Среди горцев Северного Дагестана (из дневника гимназиста) // ССКГ. Вып. 7. — Тифлис, 1873.
- Всеобщая история (Tarihi Umüm). В 4-х т. — Стамбул, 1879–1881.
- Перевод комедии А.С. Грибоедова «Горе от ума» (Akıldan Bela). Стамбул, 1882.
- Краткая всеобщая история (Muhtasar Tarihi Umümi). Стамбул, 1884.
- Сочинение эпохи Халида (Devr-i Hamıdı Asarı). Библиографическая книга. Стамбул, 1890.
- Краткая история ислама (Muhtasar Tarih-i İslam). Стамбул, 1890.
- Новый или новинка? (Turfanda mı Yoksa Turfa mı?) Роман. Стамбул, 1890, 1972, 1981.
- Султанский дворец Йылдыз и Бабиали (Yıldız Sara-ı Hümayunu ve Babı-Ali). Стамбул, 1895; Париж, 1896.
- Нападение в целях защиты (Mudafa Niyetine Bir Tecavüz). Париж, 1896.
- Сила и слабость Турции (La Force etla Faiblesse de la Turquie). Женева, 1897.
- Тираническая пята на пути свободы (Hurriyet Vadisinde Bir Pence-ı İstibdad). Мемуары. Стамбул, 1908, 1998.
- Национальная борьба (Mücehede-i Milliye). Мемуары. Стамбул, 1906, 1994.
- Кастрюля перевернулась, крышку нашла (Tencere Yuvarlandı, Kapağını Buldu ). Пьеса. Стамбул, 1909.
- История Абульфарука (Tarih-i Ebulfaruk). В 7-ми т. Стамбул, 1907 –1914.
- Безнадежное утешение на развалинах тирании (Enkaz-ı İstibdad içinde Züğürdün Tesellisi). Мемуары. Стамбул, 1911.
- Есть ли оправдание бедности? (Meskenet Mazeret Teşkil Eder mi?). Мемуары. Стамбул, 1911.
- Поиски будущего I (Taharri-yi İstikbal I). Стамбул, 1911.
- Поиски будущего II (Taharri-yi İstikbal II). Стамбул, 1912.
- Сладкие желания, горькие истины (Tatlı Emeller Acı Hakikatler). Мемуары. Стамбул, 1912.